# Endemia
En epidemiología,  endemia (del francés endémie, y este del griego ἔνδημος, transliterado éndēmos, «del territorio propio») es un término utilizado para hacer referencia a un proceso patológico que se mantiene de forma estacionaria en una población o espacio determinado durante períodos prolongados. Puede tratarse de enfermedades infecciosas o no infecciosas, ya que el vocablo puede usarse para diversos padecimientos o condiciones fisiológicas. La enfermedad se puede mantener en la población de hospedantes de una región geográfica determinada a lo largo del tiempo (años) en un nivel estable, incluyendo variaciones estacionales.
El grado de endemia de una enfermedad se clasifica según la intensidad de la transmisión:
1. Hipoendémica: Significa que la transmisión de la enfermedad es mínima y sus efectos no son importantes.
2. Mesoendémica: Significa que la enfermedad se establece en comunidades pequeñas. La intensidad de la transmisión es variable, según las circunstancias locales.
3. Hiperendémica: Significa que la intensidad de transmisión de la enfermedad en el área de referencia es persistente pero temporal. La inmunidad resulta insuficiente para prevenir los efectos de la enfermedad.
4. Holoendémica: Significa que la enfermedad tiene un alto grado de intensidad. Su transmisión es perenne, con distribución geográfica amplia, como resultado de una respuesta inmune en los diferentes grupos etarios, en particular los adultos.

Por orden de importancia en cuanto al grado de extensión de una enfermedad o el número de personas afectadas se habla de endemia, epidemia y pandemia (esta última cuando afecta a más de un continente). 
Son ejemplos de enfermedades endémicas la malaria en ciertos países tropicales o cálidos de América, Sudeste Asiático y África, la enfermedad de Chagas, el dengue, la fiebre amarilla, y la tos ferina, entre otras.